# Saint-Félicien (Québec)
Saint-Félicien è un comune del Canada, situato nella provincia del Québec, nella regione di Saguenay-Lac-Saint-Jean.